# Potencia de dos

Visualización de potencias de dos de 1 a 1024.

Una potencia de dos es cualquiera de los números obtenidos al elevar el número dos a una potencia entera no negativa, o, equivalentemente, el resultado de multiplicar 2 por sí mismo un número entero (y no negativo) de veces. Nótese que el número 1 es una potencia de dos (la potencia cero). Las potencias de dos se caracterizan por representarse de la forma 100...0 en el sistema binario, de la misma forma que se representan las potencias de 10 en el sistema decimal.
Como el número 2 es la base del sistema binario, sus potencias cobran relevancia en las ciencias computacionales. Concretamente, dos elevado a la potencia n es el número de "palabras" que se pueden formar con n bits. De ahí que el mayor número entero que se puede almacenar en un programa informático sea uno menos que una potencia de dos (uno menos porque el menor número no es el 1, sino el 0).
Un número primo que es uno menos que una potencia de dos (por ejemplo, 31 = 25 − 1) recibe el nombre de número primo de Mersenne, mientras que un número primo que es uno más que una potencia de dos (como el 257 = 28 + 1) recibe el nombre de número primo de Fermat. Una fracción cuyo denominador sea una potencia de dos es una fracción diádica.

## Las 100 primeras potencias de dos
Listado de las 100 primeras potencias de dos.
| 20  | 1      |     | 216           | 65.536        |                    | 232 | 4.294.967.296             |     | 248                             | 281.474.976.710.656       |                                        | 264  | 18.446.744.073.709.551.616                |     | 280                                    | 1.208.925.819.614.629.174.706.176 |  | 296 | 79.228.162.514.264.337.593.543.950.336 |
| 21  | 2      | 217 | 131.072       | 233           | 8.589.934.592      | 249 | 562.949.953.421.312       | 265 | 36.893.488.147.419.103.232      | 281                       | 2.417.851.639.229.258.349.412.352      | 297  | 158.456.325.028.528.675.187.087.900.672   |     |                                        |                                   |  |     |                                        |
| 2   | 4      | 218 | 262.144       | 234           | 17.179.869.184     | 250 | 1.125.899.906.842.624     | 266 | 73.786.976.294.838.206.464      | 282                       | 4.835.703.278.458.516.698.824.704      | 298  | 316.912.650.057.057.350.374.175.801.344   |     |                                        |                                   |  |     |                                        |
| 23  | 8      | 219 | 524.288       | 235           | 34.359.738.368     | 251 | 2.251.799.813.685.248     | 267 | 147.573.952.589.676.412.928     | 283                       | 9.671.406.556.917.033.397.649.408      | 299  | 633.825.300.114.114.700.748.351.602.688   |     |                                        |                                   |  |     |                                        |
| 24  | 16     | 220 | 1.048.576     | 236           | 68.719.476.736     | 252 | 4.503.599.627.370.496     | 268 | 295.147.905.179.352.825.856     | 284                       | 19.342.813.113.834.066.795.298.816     | 2100 | 1.267.650.600.228.229.401.496.703.205.376 |     |                                        |                                   |  |     |                                        |
| 25  | 32     | 221 | 2.097.152     | 237           | 137.438.953.472    | 253 | 9.007.199.254.740.992     | 269 | 590.295.810.358.705.651.712     | 285                       | 38.685.626.227.668.133.590.597.632     |      |                                           |     |                                        |                                   |  |     |                                        |
| 26  | 64     | 222 | 4.194.304     | 238           | 274.877.906.944    | 254 | 18.014.398.509.481.984    | 270 | 1.180.591.620.717.411.303.424   | 286                       | 77.371.252.455.336.267.181.195.264     |      |                                           |     |                                        |                                   |  |     |                                        |
| 27  | 128    | 223 | 8.388.608     | 239           | 549.755.813.888    | 255 | 36.028.797.018.963.968    | 271 | 2.361.183.241.434.822.606.848   | 287                       | 154.742.504.910.672.534.362.390.528    |      |                                           |     |                                        |                                   |  |     |                                        |
| 28  | 256    | 224 | 16.777.216    | 240           | 1.099.511.627.776  | 256 | 72.057.594.037.927.936    | 272 | 4.722.366.482.869.645.213.696   | 288                       | 309.485.009.821.345.068.724.781.056    |      |                                           |     |                                        |                                   |  |     |                                        |
| 29  | 512    | 225 | 33.554.432    | 241           | 2.199.023.255.552  | 257 | 144.115.188.075.855.872   | 273 | 9.444.732.965.739.290.427.392   | 289                       | 618.970.019.642.690.137.449.562.112    |      |                                           |     |                                        |                                   |  |     |                                        |
| 210 | 1.024  | 226 | 67.108.864    | 242           | 4.398.046.511.104  | 258 | 288.230.376.151.711.744   | 274 | 18.889.465.931.478.580.854.784  | 290                       | 1.237.940.039.285.380.274.899.124.224  |      |                                           |     |                                        |                                   |  |     |                                        |
| 211 | 2.048  | 227 | 134.217.728   | 243           | 8.796.093.022.208  | 259 | 576.460.752.303.423.488   | 275 | 37.778.931.862.957.161.709.568  | 291                       | 2.475.880.078.570.760.549.798.248.448  |      |                                           |     |                                        |                                   |  |     |                                        |
| 212 | 4.096  | 228 | 268.435.456   | 244           | 17.592.186.044.416 | 260 | 1.152.921.504.606.846.976 | 276 | 75.557.863.725.914.323.419.136  | 292                       | 4.951.760.157.141.521.099.596.496.896  |      |                                           |     |                                        |                                   |  |     |                                        |
| 213 | 8.192  | 229 | 536.870.912   | 245           | 35.184.372.088.832 | 261 | 2.305.843.009.213.693.952 | 277 | 151.115.727.451.828.646.838.272 | 293                       | 9.903.520.314.283.042.199.192.993.792  |      |                                           |     |                                        |                                   |  |     |                                        |
| 214 | 16.384 | 230 | 1.073.741.824 | 246           | 70.368.744.177.664 | 262 | 4.611.686.018.427.387.904 | 278 | 302.231.454.903.657.293.676.544 | 294                       | 19.807.040.628.566.084.398.385.987.584 |      |                                           |     |                                        |                                   |  |     |                                        |
| 215 | 32.768 |     | 231           | 2.147.483.648 |                    | 247 | 140.737.488.355.328       |     | 263                             | 9.223.372.036.854.775.808 |                                        | 279  | 604.462.909.807.314.587.353.088           | 295 | 39.614.081.257.132.168.796.771.975.168 |                                   |  |     |                                        |